# Cantón de Pontvallain
El cantón de Pontvallain era una división administrativa francesa, que estaba situada en el departamento de Sarthe y la región de Países del Loira.

## Composición
El cantón estaba formado por nueve comunas:
- Cérans-Foulletourte
- Château-l'Hermitage
- La Fontaine-Saint-Martin
- Mansigné
- Oizé
- Pontvallain
- Requeil
- Saint-Jean-de-la-Motte
- Yvré-le-Pôlin

## Supresión del cantón de Pontvallain
En aplicación del Decreto nº 2014-234 de 24 de febrero de 2014, el cantón de Pontvallain fue suprimido el 22 de marzo de 2015 y sus 9 comunas pasaron a formar parte del nuevo cantón de Le Lude.